# Omul care valora miliarde
Omul care valora miliarde (titlul original: în franceză L'homme qui valait des milliards) este un film de spionaj franco-italian, realizat în 1967 de regizorul Michel Boisrond, după romanul omonim a scriitorului Jean Stuart, protagoniști fiind actorii Frederick Stafford, Raymond Pellegrin, Peter van Eyck, Anny Duperey.

## Conținut
Jean Sarton este un agent secret care a fost trimis la închisoare pentru a lua legătura cu un falsificator profesionist care făcea bancnote false în timpul celui de-al doilea război mondial, pentru naziști.

## Distribuție
- Frederick Stafford – Jean Sarton
- Raymond Pellegrin – Novak
- Peter van Eyck – Müller (în origina Muller)
- Anny Duperey – Barbara Novak
- Sarah Stephane – Monique
- Christian Barbier – Carl
- Henri Lambert – un martor
- Jean Rupert – gardianul de la închisoare
- Claude Melki – un deținut
- Bernadette Robert – Juliette
- Jean Franval – Larrieux
- Jess Hahn – Henry
- Jacques Dynam – Loulou
- Henri Czarniak – Mario
- Sylvain Lévignac – Georges